# Tour CBX
Tour CBX (znany także jako Tour Dexia) – wieżowiec w Paryżu, we Francji, w dzielnicy La Défense, o wysokości 142 m. Budynek został otwarty w 2005 roku, posiada 36 kondygnacji.